# Miasto bez Żydów (film)
Miasto bez Żydów (niem. Die Stadt ohne Juden) – austriacki niemy film dramatyczny z 1924 roku w reżyserii Hansa Karla Breslauera. Film jest ekranizacją powieści Hugo Bettauera z 1922 roku pod tym samym tytułem.

## Opis fabuły
Akcja filmu dzieje się w fikcyjnej Utopii. Rząd obwinia Żydów o wywołanie kryzysu gospodarczego i nakazuje przymusowe wysiedlenia wszystkich obywateli narodowości żydowskiej, w tym zasymilowanych i pochodzących z mieszanych małżeństw. Po wypędzeniu ludność kraju świętuje, jednak szybko kryzys gospodarczy pogłębia się i rząd zostaje zmuszony do ponownego przyjęcia Żydów.

## Obsada
- Hans Moser jako Rat Bernart
- Johannes Riemann jako Leo Strakosch
- Eugen Neufeld jako kanclerz[1]

## Odbiór
Film był ekranizacją popularnej powieści Hugona Bettauera z 1922 roku, jednak złagodzoną w formie – Austrię zastąpiono fikcyjną Utopią. Film spotkał się z negatywną reakcją nazistów, ich bojówki zakłócały pokazy filmu i atakowały widzów. Kilka miesięcy po premierze nazista Otto Rothstock zamordował Bettauera w jego biurze, za co został skazany na kilka miesięcy pobytu w szpitalu psychiatrycznym. Wyrok spotkał się aprobatą dużej części społeczeństwa. Film był wyświetlany do 1933 roku, kiedy miał miejsce ostatni pokaz w Amsterdamie. Po dojściu nazistów do władzy w Niemczech został zakazany, a kopie filmu zaginęły. W latach 90. XX wieku odnaleziono jedną kopię w Amsterdamie, była jednak niekompletna i przerobiona. W 2015 roku francuski kolekcjoner znalazł na targu staroci kopię filmu bliską oryginałowi. Jej odrestaurowanie sfinansowano ze środków zebranych w ramach crowdfundingu.